# Флаг Собинского района
Флаг муниципального образования Со́бинский район Владимирской области Российской Федерации — опознавательно-правовой знак, служащий официальным символом муниципального образования.
Флаг утверждён 22 сентября 2006 года решением Собинского районного Совета народных депутатов № 136/11 и 31 октября 2006 года внесён в Государственный геральдический регистр Российской Федерации с присвоением регистрационного номера 2599.

## Описание
«Флаг Собинского района представляет собой прямоугольное полотнище красного цвета с отношением ширины к длине 2:3, несущее внизу белый плетёный орнамент, отдалённый от нижнего края на 1/30 ширины полотнища; в просветах плетёного орнамента и ниже его полотнище имеет зелёный цвет. В центре воспроизведены основные фигуры герба района: — жёлтый поющий соловей, сидящий на жёлтом стилизованном ткацком челноке, переплетённом с элементами орнамента».

## Обоснование символики
Флаг Собинского района разработан на основе герба, который языком символов и аллегорий отражает исторические, культурные и экономические особенности района.
Птицы всегда вызывали у людей особые чувства, благодаря способности взлетать над землёй, им приписывались многочисленные и разнообразные функции и свойства, прежде всего связанные с духовным развитием, творчеством. Птица как символ всегда воспринималась многогранно. На флаге Собинского района соловей является символом возвышенности, устремлённости вперёд, интеллекта, творчества и красоты. Район имеет интересную историю, с ним связаны судьбы многих выдающихся людей: государственного деятеля М. М. Сперанского; основоположника современной аэродинамики Н. Е. Жуковского; писателя и поэта В. А. Солоухина; композитора А. А. Алябьева; полководца А. В. Суворова.
Ткацкий челнок и два белых (серебряных) волнистых пояса символизируют возникшие на территории Собинского района ещё в середине XIX столетия текстильные мануфактуры. На протяжении долгого времени текстильное производство было основной деятельностью местного населения, а вырабатываемые ткани с успехом продавались на всех крупнейших ярмарках страны.
Красный цвет — символ мужества, силы, трудолюбия, праздника и красоты.
Зелёный цвет — символ жизни, возрождения, природы показывает Собинский район как один из сильных сельскохозяйственных районов Владимирской области.
Жёлтый цвет (золото) — символ богатства, прочности, достоинства, творчества, интеллекта, урожая.
Белый цвет (серебро) — символ совершенства, мудрости, благородства, мира и взаимного сотрудничества.

## См. также

Флаги муниципальных образований Собинского района
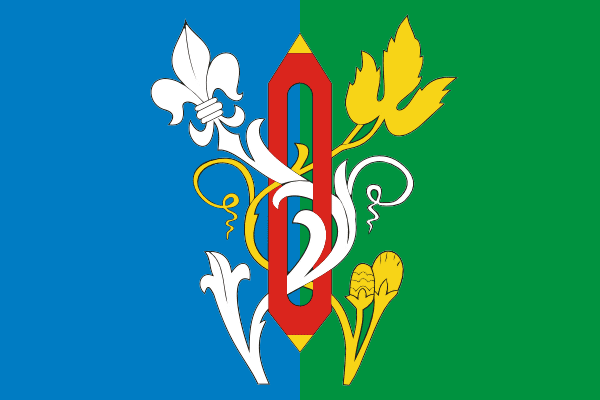
Флаг муниципального образования город Лакинск
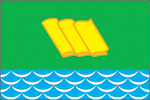
Флаг муниципального образования «Город Собинка»
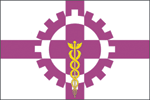
Флаг муниципального образования «Посёлок Ставрово»
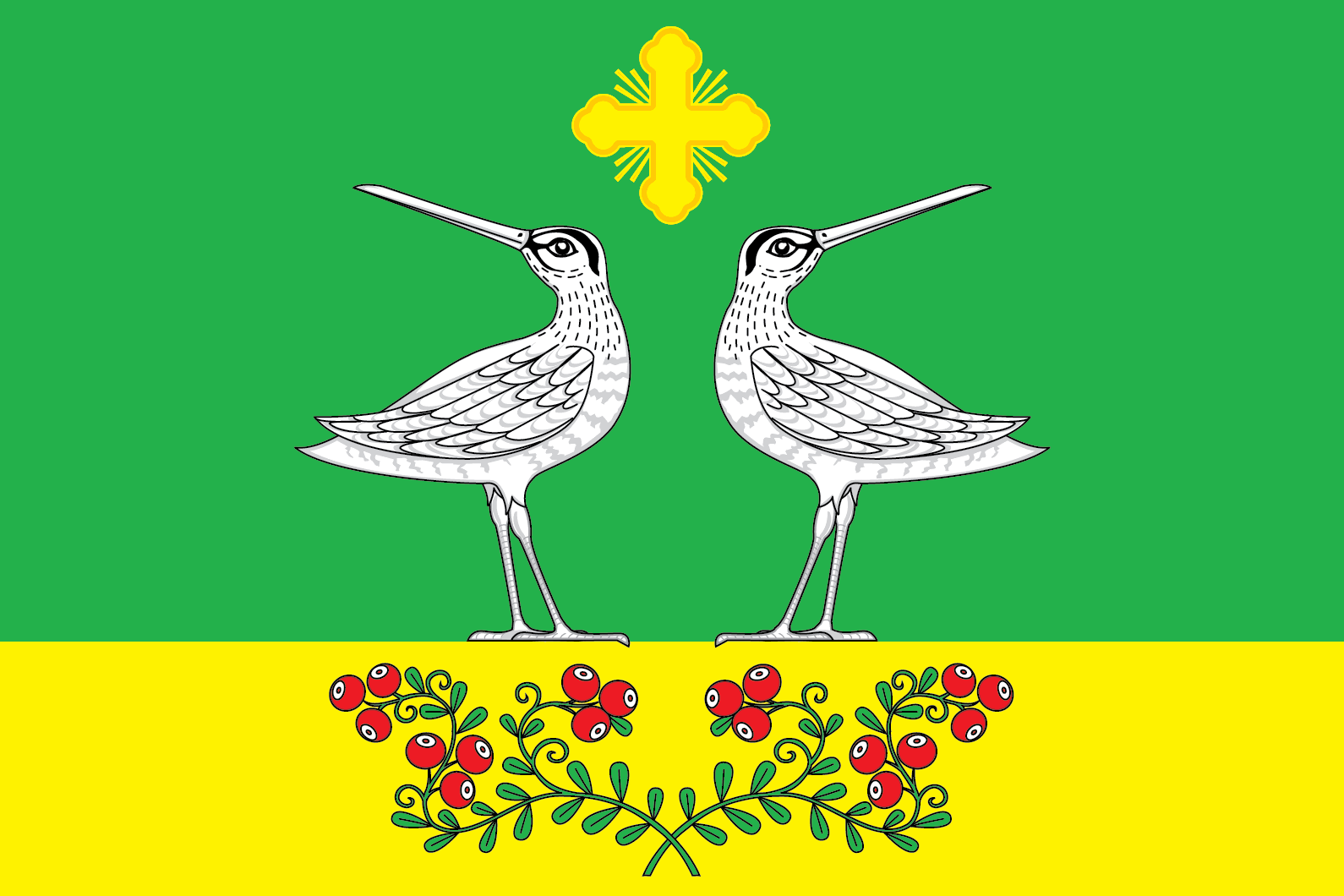
Флаг муниципального образования Асерховское
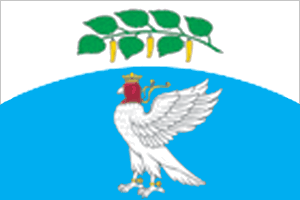
Флаг муниципального образования Березниковское
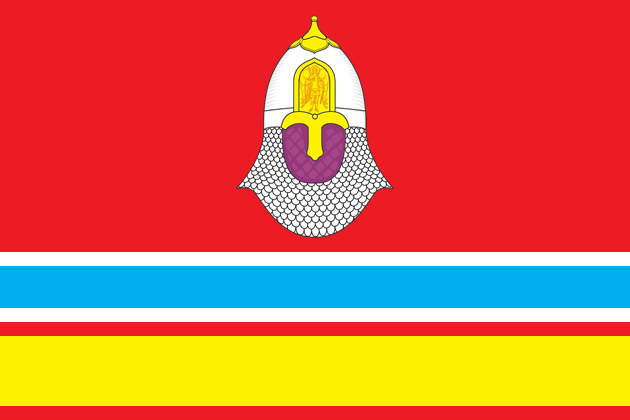
Флаг Воршинского сельского поселения
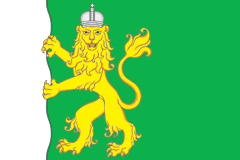
Флаг Колокшанского сельского поселения
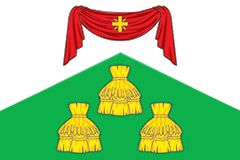
Флаг Копнинского сельского поселения
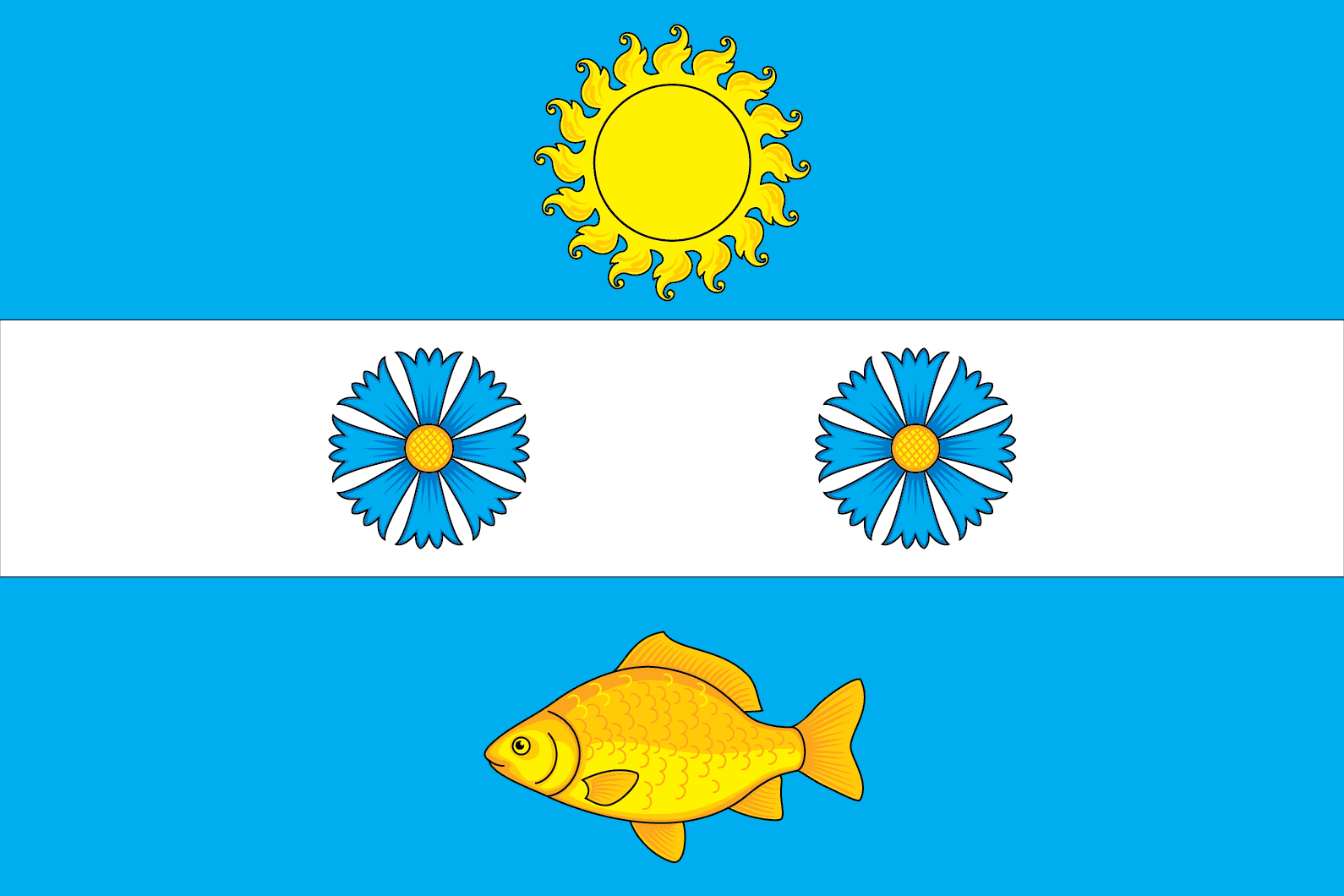
Флаг муниципального образования Куриловское
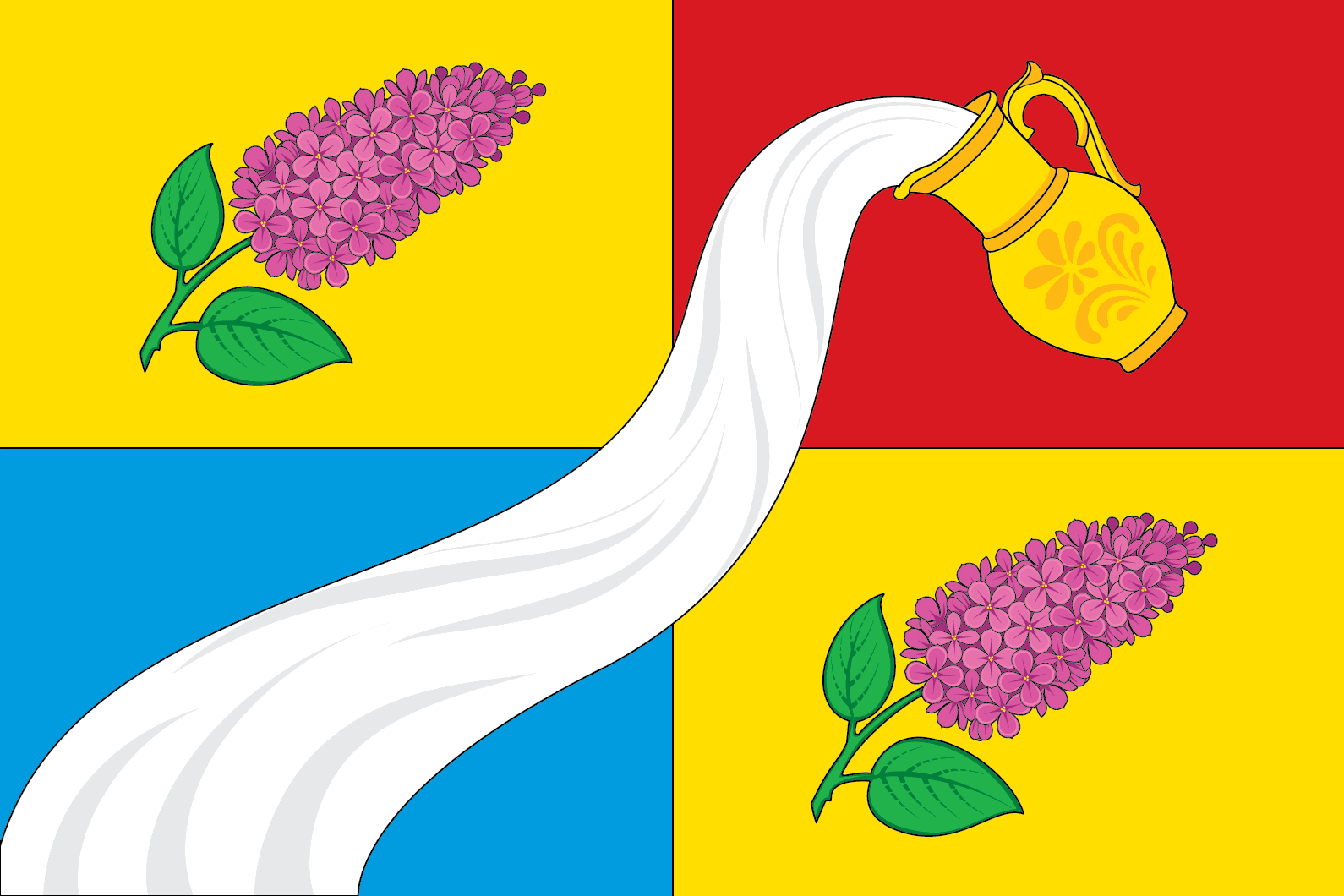
Флаг муниципального образования Рождественское
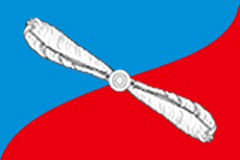
Флаг Толпуховского сельского поселения
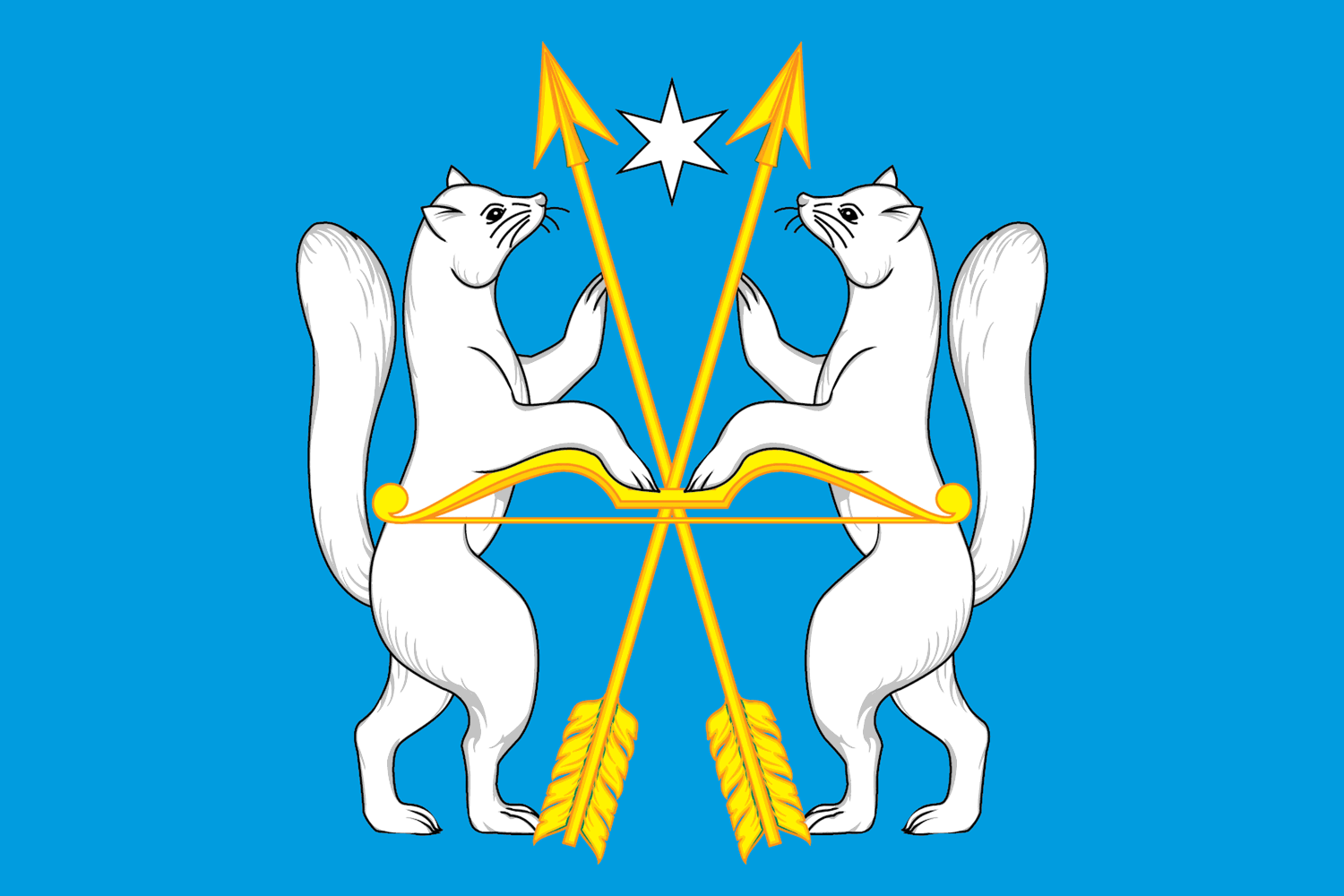
Флаг муниципального образования Черкутинское